# Gloppen
Gloppen is een gemeente in de Noorse provincie Vestland. Gloppen ligt dicht bij de Nordfjord met de fjordzijarmen Hyen- en Gloppenfjord. De gemeente telde 5783 inwoners in januari 2017
Gloppen grenst in het noorden aan Eid, in het oosten aan Stryn, in het zuiden aan Jølster en Naustdal en in het westen aan Flora en Bremanger.
In het dorp Sandane bevindt zich het openluchtmuseum Nordfjord Folkemuseum met veertig historische gebouwen. Gloppen is met een veerboot verbonden met Eid. 

## Plaatsen in de gemeente
- Sandane
- Byrkjelo
- Re (Reed)
- Breim
- Vereide
- Rygg
- Hyen

Alver ·  Askvol · Askøy · Aurland · Austevoll · Austrheim · Bergen · Bjørnafjorden · Bremanger · Bømlo · Eidfjord · Etne · Fedje · Fitjar · Fjaler · Gloppen · Gulen · Hyllestad · Høyanger · Kinn · Kvam · Kvinnherad · Luster · Lærdal · Masfjorden · Modalen · Osterøy · Samnanger · Sogndal · Solund · Stad · Stord · Stryn · Sunnfjord · Sveio · Tysnes · Ullensvang · Ulvik · Vaksdal · Vik · Voss · Øygarden · Årdal

Fylker van Noorwegen